# Rebentischia
Rebentischia is een geslacht van schimmels uit de Tubeufiaceae Tubeufiaceae. De typesoort is Rebentischia pomiformis.

## Soorten
Volgens Index Fungorum telt het geslacht 12 soorten (peildatum februari 2022):
| Soortnaam                                        | Auteur(s)                  | Publicatiejaar |
| ------------------------------------------------ | -------------------------- | -------------- |
| Rebentischia abietis                             | (Roum.) Y.M. Ahn & Shearer | 1999           |
| Rebentischia anodendri                           | Tilak & R. Rao             | 1968           |
| Rebentischia brevicaudata                        | A.L. Guyot                 | 1958           |
| Rebentischia costi                               | Bat., J.L. Bezerra & Matta | 1963           |
| Rebentischia elaeodendri                         | Tilak & Srinivas.          | 1971           |
| Rebentischia massalongoi (Schorsstaartspoorzwam) | (Mont.) Sacc.              | 1883           |
| Rebentischia pomiformis                          | P. Karst.                  | 1869           |
| Rebentischia ranella                             | (Berk. & Ravenel) Sacc.    | 1883           |
| Rebentischia taurica                             | Naumov & Dobrozr.          | 1929           |
| Rebentischia thujana                             | Feltgen                    | 1903           |
| Rebentischia ulmicola                            | Fautrey & Lambotte         | 1897           |
| Rebentischia unicaudata                          | (Berk. & Broome) Sacc.     | 1883           |